# Falcon 5
Falcon 5 byl návrh dvoustupňové, částečně znovupoužitelné orbitální rakety, kterou navrhla SpaceX. Místo této rakety byla dána přednost většímu a silnějšímu Falconu 9.

## Popis
První stupeň Falconu 5 by byl poháněný pěti motory a druhý stupeň jedním motorem Merlin. První i druhý stupeň by používaly kombinaci paliva RP-1 a kapalného kyslíku. Byla plánována znovupoužitelnost obou stupňů, stejně jako u Falconu 9.
Falcon 5 by byla první Americká raketa od Saturnu V, která by měla schopnost dokončit let i při výpadku jednoho motoru, to znamená, že i se čtyřmi motory by se náklad dostal na plánovanou oběžnou dráhu.
V roce 2006 SpaceX uvedla, že Falcon 5 je vlastně Falcon 9 bez čtyř motorů, takže odpalovací zařízení byla spoluvyvíjena pro obě rakety zároveň.

## Nosnost
- LEO, výška 200 kilometrů, 28 stupňů: 4 100 kg
- GTO, výška 36 000 kilometrů, 9 stupňů: 1 050 kg

## Související plány
I když původní Falcon 5 nebyl nikdy postavený, tak v prosinci 2011 firma Stratolaunch Systems oznámila, že mají v plánu vytvořit čtyř nebo pěti motorovou verzi Falconu 9. Původní plánované názvy pro tuto verzi byly po vzoru názvosloví SpaceX Falcon 4, nebo Falcon 5. Raketa by se vypouštěla z podvěsu letícího letadla a měla být schopna vynést 6 100 kg na nízkou oběžnou dráhu země.
Tento koncept byl nakonec pojmenován jako Falcon 9 Air a měl používat čtyři motory Merlin 1D. Nicméně, vývoj byl zastaven na konci roku 2012, kdy se SpaceX a Stratolaunch „přátelsky dohodli na ukončení (jejich) smluvního vztahu, protože nosný systém (Stratolaunch) se výrazně odchýlil od Falconu a nezapadá do dlouhodobého strategického obchodního modelu SpaceX.“